# Stary cmentarz żydowski w Świnoujściu
Stary cmentarz żydowski w Świnoujściu – kirkut został założony w połowie XIX wieku. Mieścił się on w miejscu bardzo trudno dostępnym, ukryty w głębokim lesie. Znajdował się pomiędzy Heysestraße (dziś ul. Stanisława Wyspiańskiego) a Friedensstraße (dziś ul. Fryderyka Chopina), czyli na zachód od starego cmentarza miejskiego oraz na północ od gmachu późniejszego szpitala. Nekropolia ta była niewielka i mogła pomieścić prawdopodobnie nie więcej niż 50 osób, dlatego też gmina postanowiła założyć nową nekropolię.